# Mistrzostwa Azji juniorów młodszych w lekkoatletyce
Mistrzostwa Azji juniorów młodszych w lekkoatletyce – zawody lekkoatletyczne organizowane pod egidą Azjatyckiego Stowarzyszenia Lekkoatletycznego dla zawodników w wieku 15–17 lat począwszy od 2015 roku.
Pierwsza edycja zawodów odbyła się w maju 2015 roku.

## Edycje
| Edycja | Gospodarz | Data               | Źródła |
| ------ | --------- | ------------------ | ------ |
| 2015   | Doha      | 8–11 maja          | [ 2 ]  |
| 2017   | Bangkok   | 20–23 maja         | [ 3 ]  |
| 2019   | Hongkong  | 15–17 marca        | [ 4 ]  |
| 2022   | Kuwejt    | 13–16 października | [ 5 ]  |
| 2023   | Taszkent  | 27–30 kwietnia     | [ 6 ]  |
| 2025   | Dżudda    | 15–18 kwietnia     | [ 7 ]  |